# Pyrgulopsis fairbanksensis
Pyrgulopsis fairbanksensis là danh pháp hai phần của một loài ốc nước ngọt cỡ nhỏ có nắp, là động vật thân mềm chân bụng sống dưới nước thuộc họ Hydrobiidae. Đây là loài đặc hữu của Hoa Kỳ.